# 维莱西尔西蒙
维莱西尔西蒙（法語：Villers-Sir-Simon，法語發音：[vilɛʁ siʁ simɔ̃]）是法国上法蘭西大區加来海峡省的一个市镇，属于阿拉斯区。

## 地理
维莱西尔西蒙（50°19'3"N, 2°29'31"E）面积2.47 平方千米，位于法国上法蘭西大區加来海峡省，该省份为法国北部沿海省份，西北濒北海，南至索姆省，东临北部省。
与维莱西尔西蒙接壤的市镇（或旧市镇、城区）包括：佩南、昂布里讷、日旺希勒诺布勒、伊泽勒莱阿莫、马南。

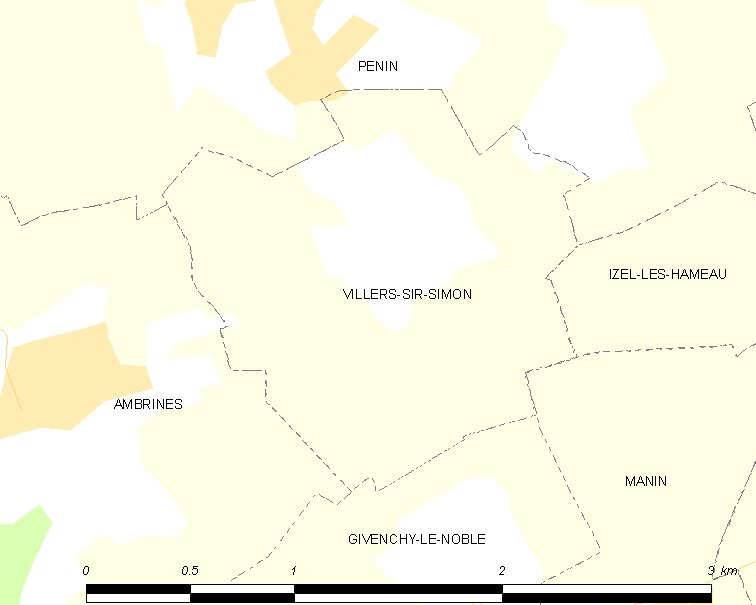
维莱西尔西蒙的OSM定位图

维莱西尔西蒙的时区为UTC+01:00、UTC+02:00（夏令时）。

## 行政
维莱西尔西蒙的邮政编码为62127，INSEE市镇编码为62860。

## 政治
维莱西尔西蒙所属的省级选区为阿韦讷勒孔特县。

## 人口

1962-2008年间维莱西尔西蒙人口变化图示

维莱西尔西蒙于2022年1月1日时的人口数量为136人。